# Get Around
Get Around is een Engels liedje van de Belgische band The Pebbles uit 1968.
Het nummer werd frequent door Radio Veronica gedraaid en werd hun eerste hit. Het nummer verbleef 9 weken in de Belgische hitparade en bereikte als hoogste notering een tiende plaats.
De B-kant van de single heette 40 Miles.

## Meewerkende artiesten
- Producer: Jean-Claude Petit
- Muzikanten:
  - Bob Bobott (gitaar, zang)
  - Fred Bekky (gitaar, zang)
  - Luk Smets (keyboards, zang)
  - Marcel De Cauwer (drums, percussie)
  - Miel Gielen (basgitaar, zang)